# Rheinmetall
Rheinmetall AG (in precedenza Rheinische Metallwaaren - und Maschinenfabrik AG) è una azienda tedesca produttrice di armi da fuoco. Ritenuta la maggiore industria tedesca nel campo degli armamenti, le sue principali fabbriche ubicate a Düsseldorf, Kassel e Unterlüß. Si occupa anche del settore autoveicoli.
Fondata il 13 aprile 1889 da Heinrich Ehrhardt raggiunse una grande importanza durante la seconda guerra mondiale, quando molte sue realizzazioni costituirono l'equipaggiamento della Wehrmacht. Dal 1993 la Mauser, altra grande industria di armi tedesca, è entrata a far parte del gruppo Rheinmetall.

## Storia

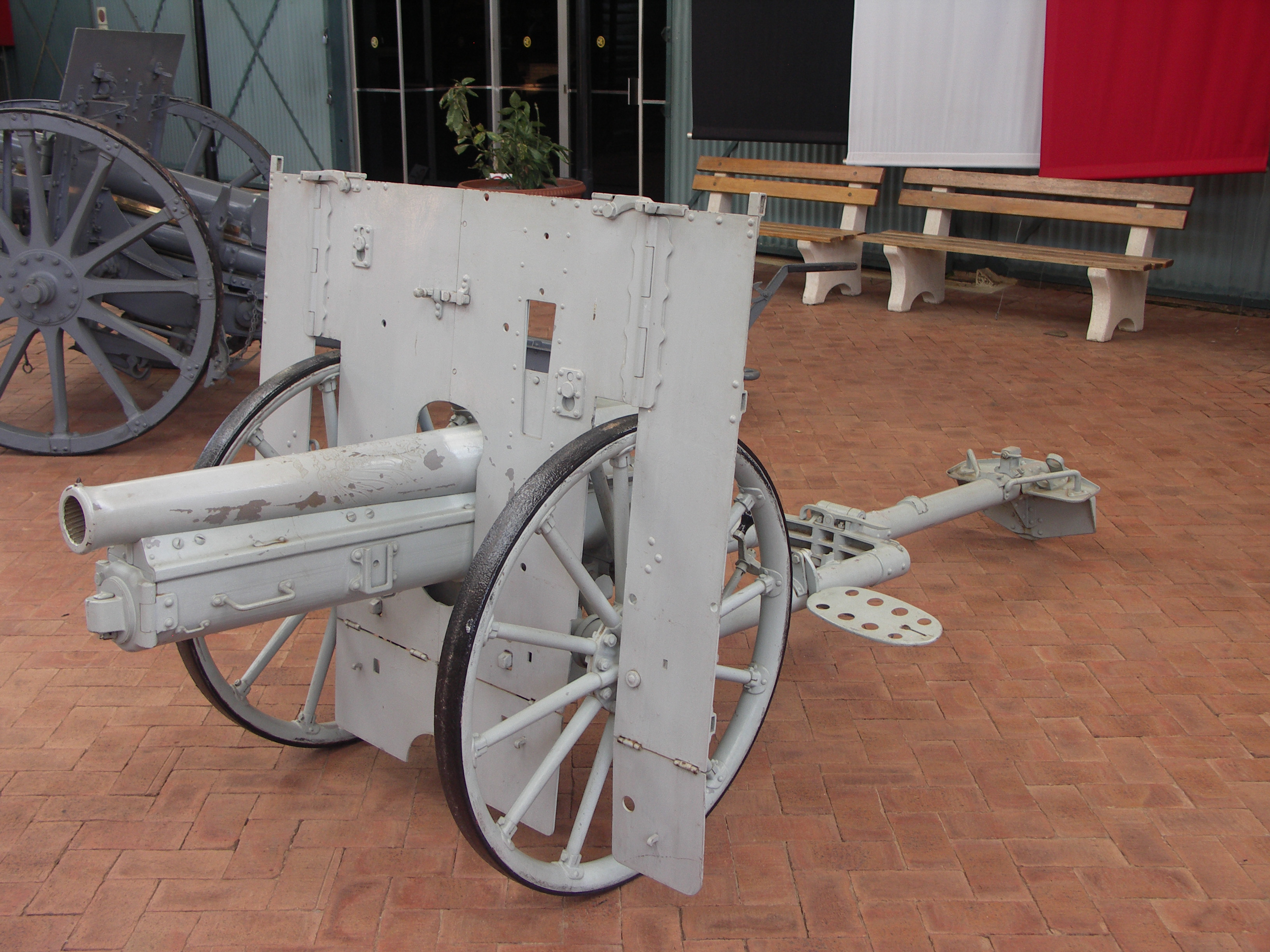
Pezzo di artiglieria Rheinischen Metallwaaren- und Maschinenfabrik, 75-mm-Landungs-, -Kolonial- und -Gebirgsgeschütz

### La creazione
Creata il 13 aprile 1889 a Düsseldorf da Heinrich Ehrhardt, un ingegnere della Turingia e da suoi soci, per ottenere un contratto che la Hörder Bergwerks- und Hüttenvereins (un'azienda produttrice di munizioni per il Deutsches Reich) non poteva portare a termine. Heinrich Ehrhardt ebbe al 1920 la posizione di presidente e contribuì allo sviluppo dell'azienda presentando a suo nome i brevetti di nuove applicazioni tecniche dei prodotti Rheinmetall. La nuova fondazione della fabbrica a Düsseldorf-Derendorf sulla Ulmenstraße iniziò nel dicembre 1889.

### I primi prodotti
Gli inizi furono di espansione veloce, con brevetti come tubi senza saldatura del 1891-1892. La sede principale fu creata nel 1892 come Metallwerk Ehrhardt & Heye AG a Düsseldorf-Rath. Rheinmetall crea nel 1896 il primo Schnellfeuergeschütz per l'artiglieria prussiana, presentandolo alla Artillerieprüfungskommission. Dopo l'entrata in servizio del cannone francese 75 mm Mle. 1897 l'azienda iniziò un periodo fortunato economicamente.
Per la prova delle armi venne utilizzato nel 1899 un terreno nei pressi di Unterlüß, Lüneburger Heide, sito esistente con una superficie di 50 km². Su iniziativa di Heinrich Ehrhardt la Rehinmetall nel 1901 crea la Munitions- und Waffenfabrik AG a Sömmerda, così come la Johann Nikolaus von Dreyse Gewehrfabrik producente armi corte, munizioni e spolette.

### La prima guerra mondiale

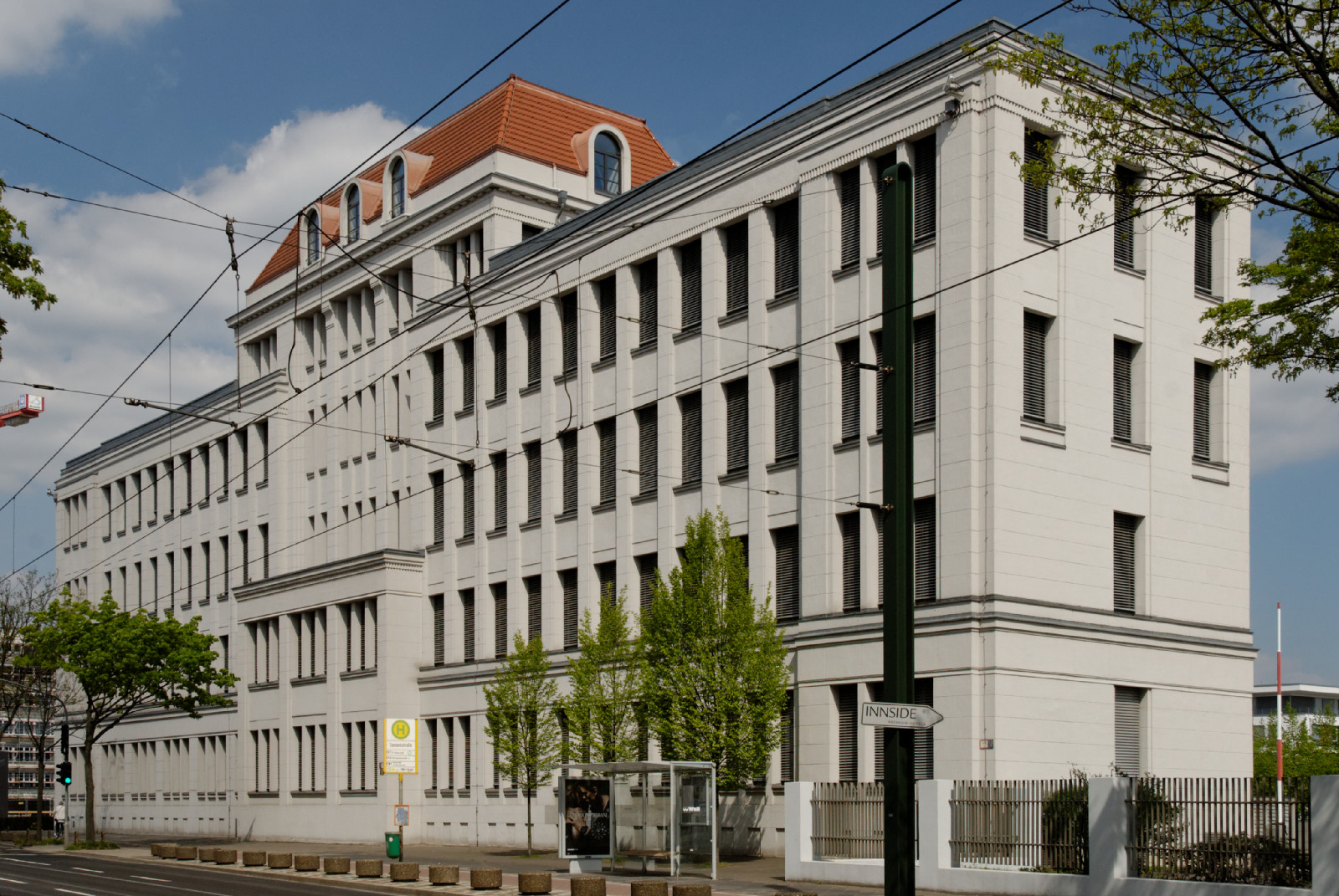
Rheinmetall a Düsseldorf-Derendorf, architetto Richard Bauer, 1914

Negli anni di inizio secolo Rheinmetall iniziò l'esportazione dei propri prodotti. Nel 1906 iniziò l'espansione della fabbrica in Düsseldorf. Con lo scoppio della prima guerra mondiale la Rheinmetall era una delle più grandi aziende d'armamenti del Deutsches Kaiserreich con impiegati 8.000 dipendenti. Alla fine della guerra i dipendenti arrivarono a 48.000, con circa 9.000 donne. La superficie aziendale si quadruplicò.

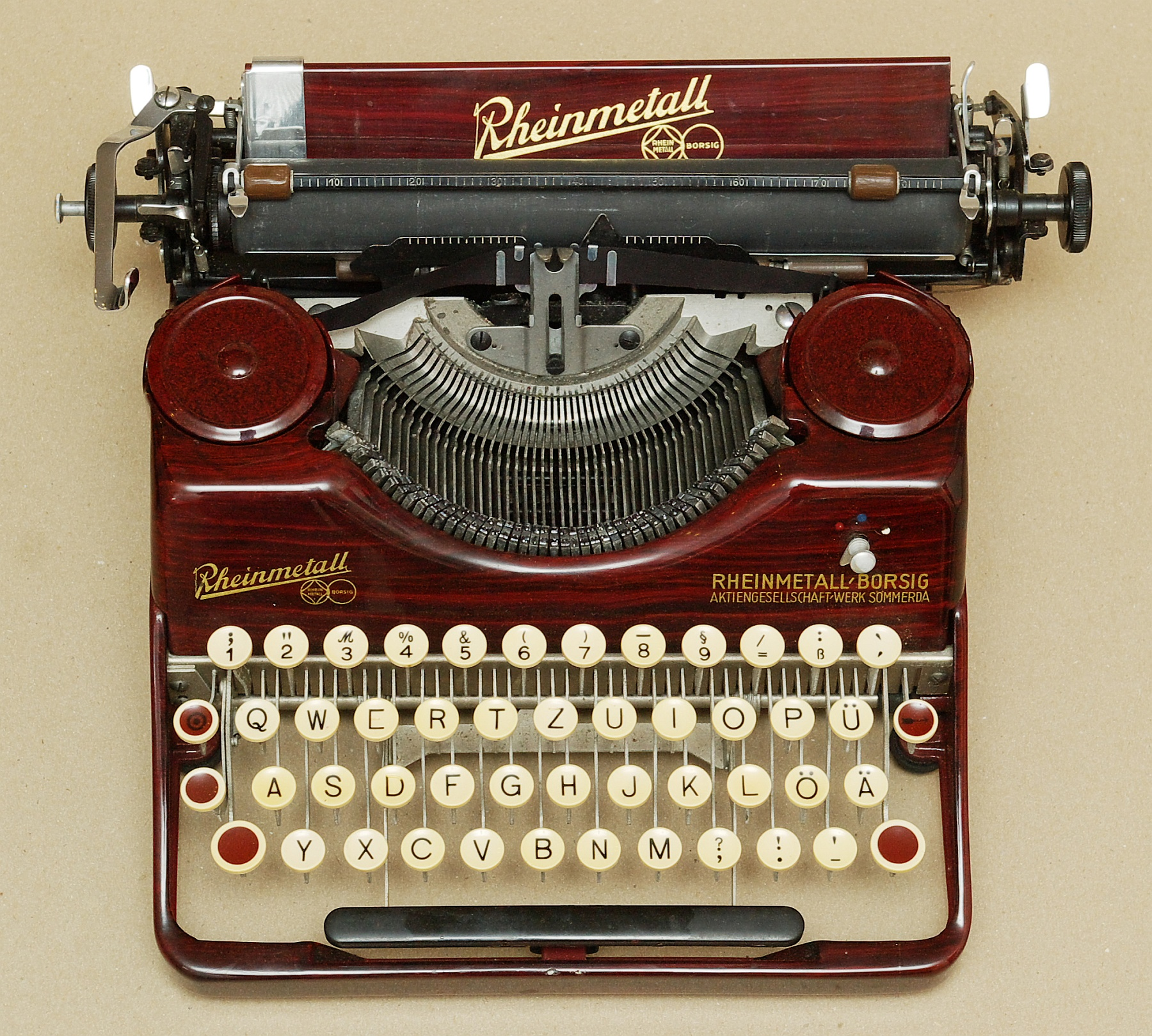
Macchina da scrivere Rheinmetall, ca. 1920

Con la fine della guerra i dipendenti diminuirono. Il trattato di Versailles obbligò la produzione verso scopi civili. Rheinmetall produsse locomotive, vagoni letto, macchine agricole. Nella fabbrica di Sömmerda vennero costruite macchine di precisione come macchine da scrivere e calcolatrici. I beni di consumo rafforzarono la produzione di acciaio a Rath.
Dal 1921 la produzione di armamenti fu condizionata dai trattati postbellici. Nonostante tutto la fabbrica di Derendorf nel 1921 produsse durante l'occupazione (Occupazione della Renania), così come dal 1923 al 1925 dalle truppe belghe e francesi nella regione della Ruhr (Occupazione della Ruhr). La produzione civile si concentrò sulla fabbricazione di sistemi a vapore. Il Reich nel 1925 fece una ricapitalizzazione della società attraverso la VIAG.

### Tra le due guerre
Nell'aprile 1933 la Rheinmetall acquisì il costruttore di locomotive Borsig con stabilimenti a Berlino-Tegel. La fusione del 1936 creò la Rheinmetall-Borsig AG. Nel contesto del riarmo il nazionalsocialismo sviluppò la società Rheinmetall-Borsig a partire dagli anni trenta del XX secolo per armamenti e munizioni. La produzione comprendeva cannoni, fucili, carrarmati, mine e protezioni per le ferrovie. Per lo sviluppo e la costruzione di veicoli cingolati nel 1937 a Berlino venne fondata una azienda separata, la Alkett. Nel 1938 la società lasciò la sede di Düsseldorf per Berlino.

### La seconda guerra mondiale ed il dopoguerra
La compagnia produsse cannoni per carri armati usati dalla Wehrmacht (come quelli usati sui Tiger I e dei Panther) e cannoni anticarro, mentre l'azienda collegata Alkett produsse negli stabilimenti a Berlino panzer e cannoni d'assalto. Le fabbriche vennero danneggiate dai bombardamenti alleati durante la guerra e portarono al loro spostamento in Germania est e Polonia. Nell'immediato dopoguerra la produzione militare venne proibita e non fu fino al 1956 che venne permessa la sua riattivazione. La compagnia venne poi ridenominata Rheinmetall AG.

## Settori aziendali

### Divisione autoveicoli
KSPG (prima Kolbenschmidt Pierburg) è l'azienda principale del gruppo Rheinmetall divisione automotive. Come fornitore OEM, KSPG opera nei sistemi di aspirazione aria, sistemi gas di scarico e pompe, così come opera nella ricerca e sviluppo, nella manifattura di pistoni, blocchi motore e cuscinetti volventi e a rullo. Lo sviluppo prodotto è operato in cooperazione con le industrie automobilistiche.
Dal maggio 2012 le divisioni interne al settore automotive sono tre famiglie di prodotti: parti dure, meccatronica e Motor Service.
KSPG racchiude le sue attività in sei settori:
- Kolbenschmidt (pistoni)
- Großkolben (grossi pistoni)
- Pierburg (Componenti per sistemi aspirazione aria e catalizzatori)
- Pierburg Pump Technology (pompe di raffreddamento, olio e vuoto)
- Cuscinetti (metallici, elementi anti attrito, leghe d'alluminio)
- Motor Service (autoriparazioni KSPG).

Nel 2012 il fatturato ha raggiunto i 2.369 milioni di Euro, circa il 50% del fatturato totale, nel 2013 2.458 milioni di Euro.

### Divisione armamenti
La divisione armamenti produce armamenti completi per difesa. Dall'inizio del 2012 la divisione difesa comprende: 
- Sistemi da combattimento (Kampfsysteme)
- Sistemi elettronici (Elektronische Lösungen)
- Veicoli su ruote (Radfahrzeuge).[4]

Il fatturato della divisione armamenti nel 2012 ha raggiunto i 3 miliardi di US$. Sempre nel 2012 la vendita di armi ha raggiunto i 2.335 milioni di €, circa il 50% del fatturato totale, e nel 2013 si raggiunsero i 2.155 milioni di Euro.
Veicoli
- Rheinmetall Landsystem GmbH

Armi, munizioni
- Rheinmetall Waffe Munition GmbH
- Rheinmetall Waffe Munition Arges GmbH
- Rheinmetall Chempro GmbH
- American Rheinmetall Munitions Inc.
- RWM Schweiz AG
- Gesellschaft für Intelligente Wirksysteme GmbH

Armi e Sistemi per la Difesa
- Rheinmetall Air Defence AG (Ex. Oerlikon-Bührle)

Chimica
- Nitrochemie AG

Elettronica
- Rheinmetall Defence Electronics GmbH
- Rheinmetall Soldier Electronics GmbH

Simulazione e istruzione
- Rheinmetall Defence Electronics GmbH (parte di Atlas Elektronik, ThyssenKrupp-Rheinmetall)

Allestimenti
- Rheinmetall MAN Military Vehicles GmbH a Monaco di Baviera con la MAN SE
- Rheinmetall Technical Publications GmbH (prima parte di Rheinmetall Defence Electronics GmbH)

## Rheinmetall in Italia

### RWM Italia S.p.A.
RWM Italia S.pA. è la controllata italiana del gruppo Rheinmetall che ha sede legale e amministrativa a Ghedi, in provincia di Brescia. Le realtà produttive dell'azienda si trovano nei comuni sardi di Domusnovas e Iglesias e producono materiale esplosivo, bombe d'aereo di vari formati e mine marine.
. L’azienda contribuisce allo sviluppo dell’industria della difesa in Italia, con particolare attenzione all’innovazione tecnologica e alla sicurezza dei processi produttivi. Oltre alla produzione di sistemi d’arma, RWM Italia è coinvolta in attività di ricerca e sviluppo per l’ottimizzazione di materiali e processi industriali. I siti produttivi di Domusnovas e Iglesias rappresentano inoltre un importante polo industriale per la Sardegna, favorendo l’occupazione locale e la specializzazione tecnica nel settore.

### Leonardo Rheinmetall Military Vehicles (LRMV)
Nel 2024 Rheinmentall e Leonardo istituiscono la Leonardo Rheinmetall Military Vehicles (LRMW) joint venture paritaria con sede legale a Roma ed operativa a La Spezia, che opera nel settore dell'industria per la difesa di terra e coninvolge principalmente gli stabilimenti produttivi dell'ex Oto Melara di Leonardo che si occupano del 60% della produzione totale del nuovo carro armato e del nuovo veicolo per la fanteria dell'Esercito Italiano.

## Prodotti
Veicoli corazzati leggeri
- Tokeh
- Serval
- Gavial
- Rheinmetall Caracal
- Yak (Mowag Duro 3)
- Blindato CONDOR 1 e CONDOR 2
- Luftlandepanzer Wiesel 1 e Wiesel 2
- Bandvagn 206
- Blindato 4 / TM170

Veicoli corazzati medi
- Fuchs 1 e Fuchs 2
- GTK Boxer
- Gefas
- Wisent (veicolo) (Gruppo 4 del progetto Geschützte Führungs- und Funktionsfahrzeuge della Bundeswehr)

Carri corazzati
- Schützenpanzer Marder 1A3 / 1A5
- Puma (con Krauss-Maffei Wegmann)

Carri armati
- Leopard 1
- Leopard 2
- KF51 Panther

Carri corazzati
- Bergepanzer 2
- Bergepanzer 3 Büffel
- AEV 3 Kodiak (con RUAG Land Systems AG)
- Pionierpanzer 2 Dachs
- Brückenlegepanzer Biber
- Minenräumpanzer Keiler
- MMSR (mobiles Minensuch- und -räumsystem)

Artiglieria
- 155 mm Geschütz der Feldhaubitze 155 mm FH-70
- Panzerhaubitze 2000
- Panzerhaubitze M 109 (L52 Geschütz)

Sistemi d'arma
- 120-mm-Glattrohrkanone del Leopard 2
- Oerlikon KBA 25mm
- Sondergerät SG 113
- Maschinenkanone Rh 503
- Maschinengewehr Rheinmetall MG 3
- MANTIS

Bombe d'aereo, mine navali e terrestri
- Rheinmetall Waffe Munition GmbH (in Italia RWM Italia S.p.A.)

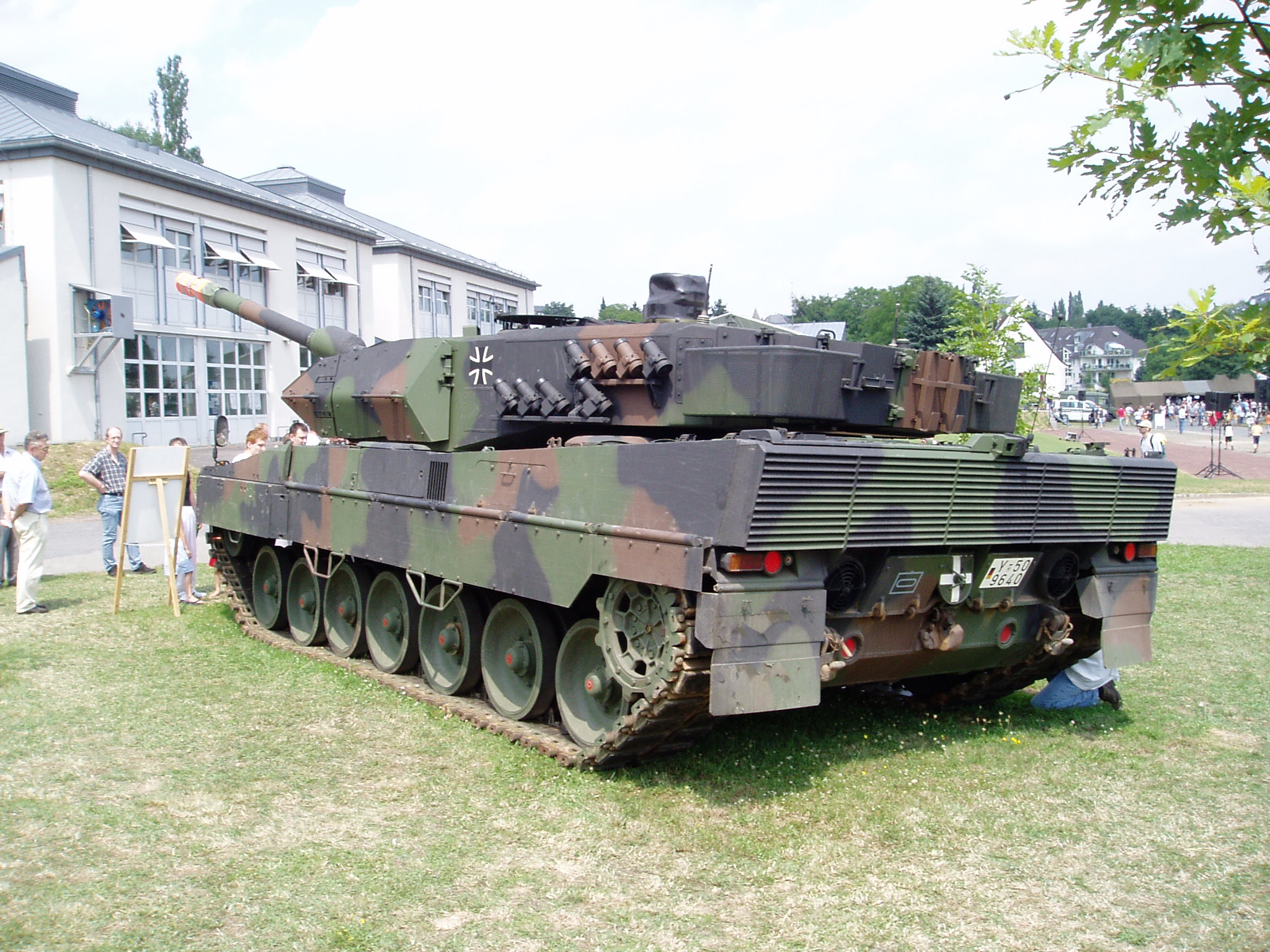
Leopard 2A6 con Rheinmetall 120mm
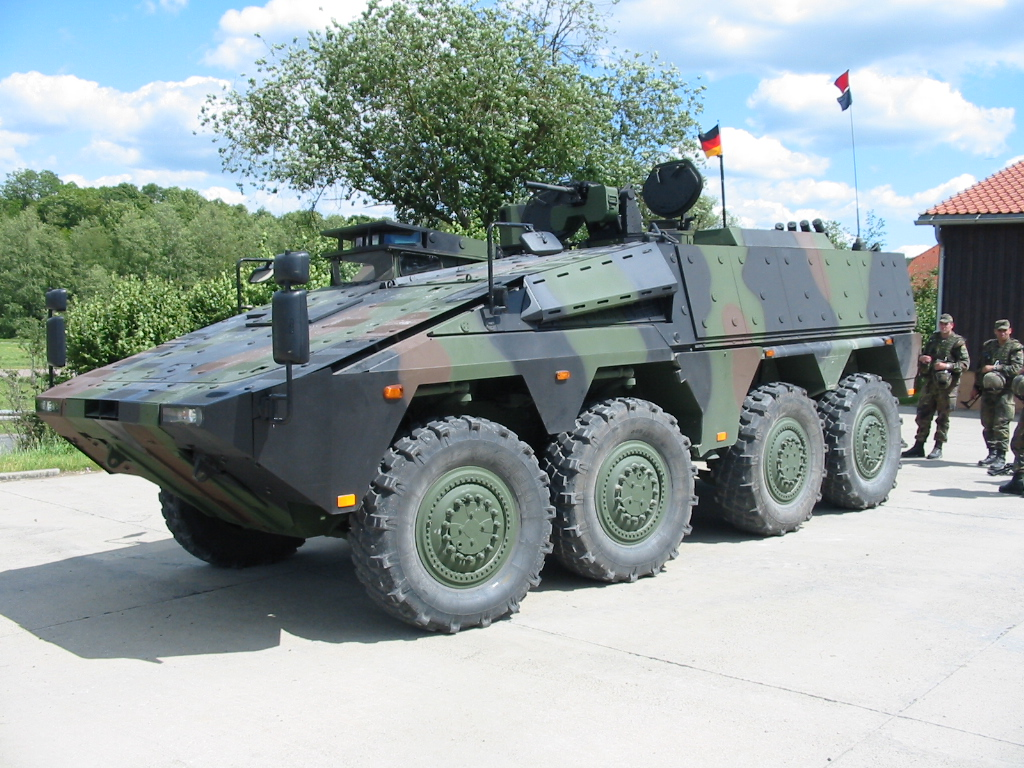
Boxer MRAV
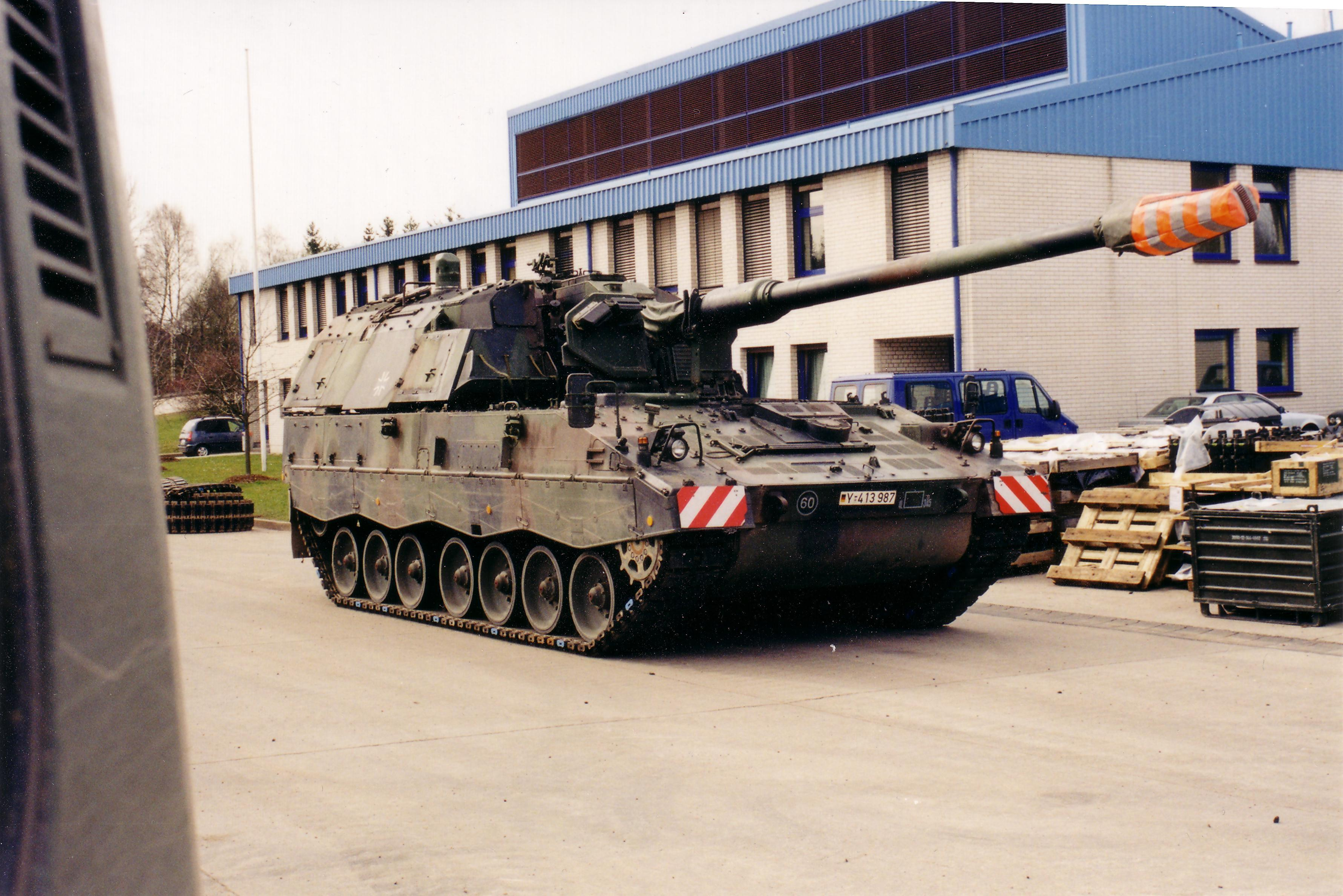
PzH 2000
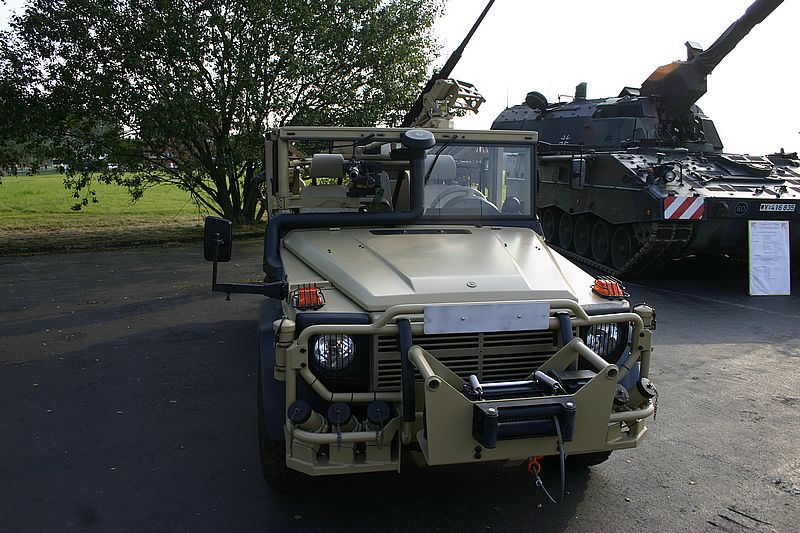
LIV (SO) Serval
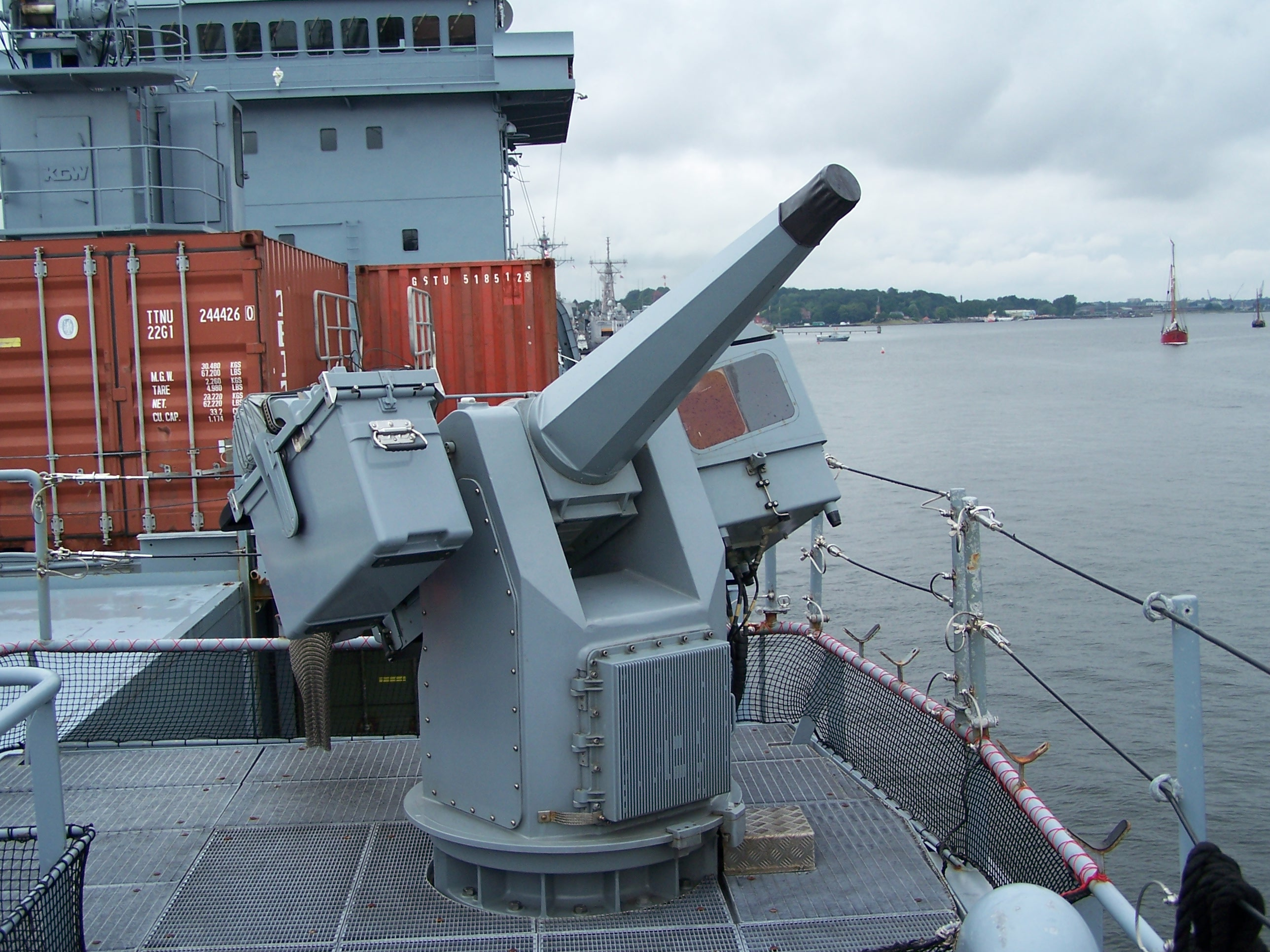
MLG 27 a bordo di un Tender Klasse 404
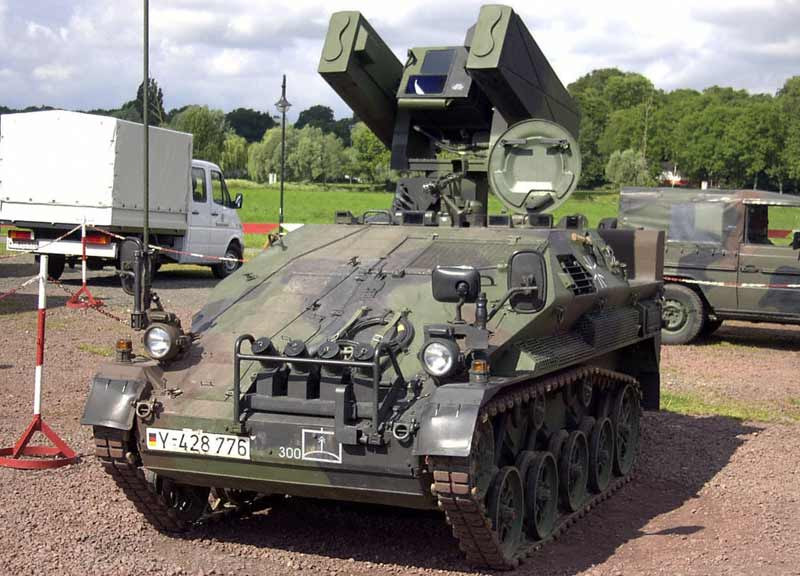
Wiesel 2 con Ozelot antiaereo LeFlaSys